# Argyrosomus regius
A corvina-legítima (Argyrosomus regius) é um peixe da família Sciaenidae, que atinge elevadas dimensões (até 2 m de comprimento e 50 kg de peso) e valor comercial (>7€/kg). Com distribuição ao longo do Atlântico Nordeste e Centro-Oeste, a corvina-legítima é muito apreciada pelo seu valor gastronómico e enquanto recurso da pesca lúdica e da pesca artesanal.

## Distribuição
A principal área de distribuição da corvina-legítima estende-se ao longo do Atlântico Nordeste e Centro-Oeste, entre o Norte de França e o Senegal. Ocorre igualmente no Mar Mediterrâneo e Mar Negro, existindo registos da sua passagem para o extremo Norte do Mar Vermelho através do Canal do Suez. Existem alguns registos raros de espécimens capturados no Mar do Norte e Islândia. Os limites Sul da área de distribuição são desconhecidos, sendo possível que se sobreponham aos limites Norte da suas congéneres Angolanas, Guemba (Argyrosomus coronus) e A. inodorus.
Em Portugal, a corvina-legítima ocorre ao longo de toda a costa, com especial incidência na região de Peniche, Lisboa, e no Sotavento Algarvio. Não se conhecem registos de ocorrências nas regiões autônomas das Madeira e Açores.

## Descrição física
A aparência geral da corvina-legítima é semelhante à do robalo-legítimo (Dicentrarchus labrax). No entanto, a sua maior dimensão,  a disposição em diagonal das escamas dos flancos, e a sua linha lateral conspícua (que se prolonga até à barbatana caudal), torna os exemplares de corvina-legítima e robalo legítimo dificilmente confundíveis. A coloração do corpo varia entre o prateado e o castanho bronzeado, sendo muito influenciada pelo modo de captura e preservação. O interior da boca é amarelo-alaranjado. Possui fiadas de dentes caninos conspícuos.

## Pesca
Ao longo da sua área de distribuição a corvina-legítima é alvo de pesca comercial e lúdica mediante artes e técnicas de pesca muito específicas. Em Portugal, a pesca comercial tem características essencialmente artesanais e decorre utilizando redes de emalhar, tresmalho, palangre, ou em armações de pesca. As capturas da pesca lúdica não são regularmente avaliadas, mas é conhecido o esforço de pesca desenvolvido na região de Lisboa (essencialmente juvenis) e região Algarvia (essencialmente adultos). De uma forma geral, a natureza espacialmente e temporalmente muito limitada das actividades pesqueiras não permite o abastecimento de toda a procura interna. Esta situação leva a que, durante a maior parte do ano, sejam disponibilizadas ao público corvinas capturadas em águas de Marrocos ou da Mauritânia, ou produzidas em aquicultura.

## Nomes Comuns
Em Portugal, a corvina-legítima é vulgarmente conhecida como corvina. As designações rabeta ou corvinata são também utilizadas para designar os exemplares mais pequenos em algumas regiões do país. Apesar disso, as únicas designações comerciais autorizadas para a espécie Argyrosomus regius são corvina-legítima ou corvina. Destas últimas, a designação corvina-legítima é a única que evita por completo a confusão com outras espécies de corvina regularmente importadas, por exemplo do Atlântico Sudeste ou Sudoeste.